# Montagna Pantani
Montagna Pantani или Гора Пантани — специальная премия, разыгрываемая в рамках Джиро д’Италия в память об итальянском велогонщике Марко Пантани.

## История
Решение об увековечивании памяти победителя Джиро д’Италия и Тур де Франс Марко Пантани было принято сразу после его смерти в феврале 2004 года. Организаторы приняли решение посвящать одну из вершин гонки памяти Пантани. Победитель этой горы поднимался на призовой подиум после этапа, даже если не стал его победителем.
Для премии обычно выбирается гора, связанная с карьерой Марко Пантани, с его наиболее яркими победами. Чаще других премия разыгрывалась на перевале Мортироло, на которой установлен памятник «Пирату».
Марко Пантани стал вторым гонщиком, удостоившимся собственной именной премии на Джиро. С 1965 года в память о многократном победителе Джиро и Тур де Франс Фаусто Коппи была увековечена премией Чима Коппи, вручаемой первому гонщику, пересекшему вершину самой высокой горы маршрута. В 2017 году третьим гонщиком с именной премией стал Микеле Скарпони, погибший за несколько недель до старта юбилейной гонки.

## Победители премии Montagna Pantani
| Год  | Вершина               | Высота (м) | Гонщик              |
| ---- | --------------------- | ---------- | ------------------- |
| 2004 | Мортироло             | 1852       | Раффаэле Иллиано    |
| 2005 | Пассо деле Эрбе       | 2003       | Хуан Мануэль Гарате |
| 2006 | Мортироло             | 1852       | Иван Бассо          |
| 2007 | Оропа                 | 1159       | Марцио Брузегин     |
| 2008 | Мортироло             | 1852       | Антонио Колом       |
| 2009 | Коль де л’Изоар       | 2361       | Стефано Гарцелли    |
| 2010 | Мортироло             | 1852       | Микеле Скарпони     |
| 2011 | Пассо Федая           | 2057       | Микель Ниеве        |
| 2012 | Мортироло             | 1852       | Томас де Гендт      |
| 2013 | Коль дю Галибье       | 2646       | Джованни Висконти   |
| 2014 | План ди Монтекампионе | 1800       | Фабио Ару           |
| 2015 | Мортироло             | 1854       | Стивен Крёйсвейк    |
| 2016 | Пассо Селла           | 2244       | Давид Лопес Гарсия  |
| 2017 | Оропа                 | 1142       | Том Дюмулен         |
| 2018 | Кампо Императоре      | 2135       | Саймон Йейтс        |
| 2019 | Мортироло             | 1852       | Джулио Чикконе      |